# Arquidiocese de Cascavel
A Arquidiocese de Cascavel (Archidiœcesis Cascavellensis) é uma circunscrição eclesiástica da Igreja Católica no Brasil, com sede no município de Cascavel, estado do Paraná, tendo como sufragâneas a Diocese de Foz do Iguaçu, Diocese de Palmas-Francisco Beltrão e a Diocese de Toledo.

## Histórico
A Diocese de Cascavel foi criada em 5 de maio de 1978, pela bula Cum Toletanus, do Papa Paulo VI, quando se desmembrou da Diocese de Toledo. Em  27 de agosto do mesmo ano, Dom Armando Círio tomou posse como seu primeiro bispo. Em 16 de outubro de 1979, o Papa João Paulo II elevou-a à categoria de Sede Metropolitana, por meio da bula Maiori Christifidelium, tornando-se assim Arquidiocese e seu titular Arcebispo Metropolitano.

## Província eclesiástica
A província eclesiástica de Cascavel é composta pela arquidiocese e por quatro dioceses sufragâneas, totalizando 54 municípios das regiões Oeste e Sudoeste paranaense. 

### Arquidiocese de Cascavel
Cascavel, Capitão Leônidas Marques, Boa Vista da Aparecida, Lindoeste, Santa Tereza do Oeste, Corbélia, Cafelândia, Iguatu, Braganey, Guaraniaçu, Ibema, Campo Bonito, Catanduvas, Três Barras do Paraná, Santa Lúcia, Anahí, Diamante do Sul.

### Diocese de Foz do Iguaçu
Foz do Iguaçu, Santa Terezinha de Itaipu, São Miguel do Iguaçu, Santa Helena, Serranópolis do Iguaçu, Matelândia, Medianeira, Ramilândia, Céu Azul, Vera Cruz do Oeste, Diamente d'Oeste e São José das Palmeiras.

### Diocese de Palmas - Francisco Beltrão
Francisco Beltrão, Palmas, Dois Vizinhos, Pato Branco, Realeza, Santo Antônio e São João.

### Diocese de Toledo
Guaíra, Terra Roxa, Palotina, Maripá, Mercedes, Nova Santa Rosa, Marechal Cândido Rondon, Quatro Pontes, Pato Bragado, Entre Rios do Oeste, Ouro Verde do Oeste, São Pedro do Iguaçu, Assis Chateaubriand, Tupãssi, Nova Aurora, Jesuítas, Formosa do Oeste, Iracema do Oeste e Toledo.

## Bispos e arcebispos
|                          | Nome                        | Período      | Notas                       |
| Arcebispos               | Arcebispos                  | Arcebispos   | Arcebispos                  |
| ------------------------ | --------------------------- | ------------ | --------------------------- |
| 5º                       | José Mário Scalon Angonese  | 2024 -       | Atual                       |
| 4º                       | Adelar Baruffi              | 2021 - 2024  | Renunciou ao cargo          |
| 3º                       | Mauro Aparecido dos Santos  | 2008 - 2021  | Faleceu no cargo            |
| 2º                       | Lúcio Ignácio Baumgaertner  | 1995 - 2008  |                             |
| 1º                       | Armando Círio, O.S.J.       | 1978 - 1995  |                             |
| Bispo auxiliar           |                             |              |                             |
|                          | Aparecido Donizete de Souza | 2022 - atual |                             |
| Administrador apostólico |                             |              |                             |
|                          | Paulo Antônio de Conto      | 2024         | Bispo emérito de Montenegro |
|                          | Reginei José Modolo         | 2021         | Presbítero da Arquidiocese  |